# Jaime Beltrán del Río
Jaime Beltrán del Río Beltrán del Río (Camargo, Chihuahua, 1957) es un político mexicano, alcalde de Delicias de 2013 a 2015.

## Formación
Jaime nació en la Ciudad de Camargo en Chihuahua en 1957. A temprana edad, emigró a Chihuahua Capital donde estudió Contaduría Pública en la Universidad Autónoma de Chihuahua de donde egresó en 1976.

## Trayectoria en Servicio Público
De 1993 a 1994 fue presidente de la Coparmex Delegación Delicias, y de 1982 a 2003 miembro de la mesa directiva de a Asociación Club Rotario de Delicias y presidente entre 1982 y 1983. 

## Trayectoria Empresarial
En 1977 emigró a Ciudad Delicias, y se desempeñó gerente administrativo de "Cremería Delicias", y a partir de 1978 pasó a formar parte de la empresa Gossler, Navarro y Ceniceros como gerente de la oficina en Ciudad Delicias hasta 1985 cuando fundó su propio despacho de contaduría.

## Actividad Política
En 1983 se afilió al Partido Acción Nacional, y en ese mismo año fue tesorero de la campaña de Horacio González de las Casas a presidente municipal de Delicias. En 2000 fue suplente de César Reyes Roel, diputado federal por el Distrito electoral federal 5 de Chihuahua. En 2009, fue candidato a diputado local por el Distrito 20,  perdiendo frente al candidato del Partido Revolucionario Institucional, Ricardo Orvíz Blake aunque finalmente fue elegido diputado por representación proporcional iniciando funciones en la LXIII Legislatura del Congreso del Estado de Chihuahua en donde fue Secretario del Presidente y parte de la Comisión de Economía, Desarrollo Rural Integral,Ecología y Medio Ambiente, así como en las de Fiscalización, Programación, Presupuesto y Hacienda Pública y la Especial del Agua.
El 7 de julio de 2013 fue elegido alcalde de Ciudad Delicias, cargo al que renunció el 4 de diciembre de 2015, para buscar la candidatura a la gubernatura del estado.
El 23 de enero de 2016 renunció al PAN. El 5 de marzo de 2016 se anunció que el sería el candidato del PRD a la Gubernatura de Chihuahua.
El 7 de junio de 2016 volvió a sus actividades como alcalde, y tras despedir a diversos funcionarios de la alcaldía se generaron diversas protestas al exterior del edificio de la presidencia municipal.